# Віднянський Степан Васильович
Степа́н Васи́льович Відня́нський (* 27 березня 1951, Ужгород) — завідувач відділу історії міжнародних відносин і зовнішньої політики України Інституту історії України НАН України. Дослідник всесвітньої історії, міжнародних відносин, зовнішньої політики України, історії Закарпаття та Чехословаччини. Доктор історичних наук (1997), професор (1999), член-кореспондент НАН України (2015). Заслужений діяч науки і техніки України (2001), відмінник освіти України (2007). Лауреат Державної премії України в галузі науки і техніки (2016).

## Життєпис
Народився 27 березня 1951 р. в Ужгороді в родині вчителів. 1973 року закінчив історичний факультет Ужгородського державного університету.
У 1973—1976 рр. — аспірант, у 1976—80 рр. — молодший науковий співробітник, у 1980—1991 рр. — старший науковий співробітник, з 1991 року — завідувач відділу всесвітньої історії і міжнародних відносин (з 2012 р. — відділу історії міжнародних відносин і зовнішньої політики України) Інституту історії України НАН України.
З 1994 по 1996 р. — завідувач кафедри, декан факультету міжнародних відносин Київського інституту «Слов'янський університет», з 2003 р. — професор Дипломатичної академії України при МЗС України та Ужгородського національного університету, у 2005—2006 рр. — завідувач кафедри історії Угорщини та європейської інтеграції Ужгородського національного університету (за сумісництвом).

## Наукова діяльність
У 1977 р. захистив кандидатську дисертацію на тему: «Консолідація профспілкового руху в Чехословаччині та підвищення його ролі в суспільно-політичному житті країни (1969—1975 рр.)» (науковий керівник — член-кореспондент АН УРСР, І. М. Мельникова). У 1997 р. захистив докторську дисертацію на тему: «Українське питання в міжвоєнній Чехословаччині». Відповідальний редактор міжвідомчого збірника наукових праць «Міжнародні зв'язки України: наукові пошуки і знахідки» (заснований 1991 р.) та член редколегій ще понад 20 періодичних наукових видань.
Один із засновників в Україні громадських наукових і культурно-освітніх організацій: Дослідницько-інформаційний центр «Міжслов'янська ініціатива» (голова правління), Міжнародна Слов'янська академія наук (віце-президент), Київський інститут «Слов'янський університет» (у 1994—1996 рр. — перший декан факультету, завідувач кафедри міжнародних відносин), Товариство «Україна-Словаччина» (віце-президент), Комісія істориків України та Угорщини (голова української частини), Комісія істориків України та Словаччини (заступник голови української частини) та Комісія істориків України та Болгарії.
Член Українського комітету славістів, Українського національного комітету з вивчення країн Південно-Східної Європи, Міжнародної асоціації вчених ім. Т. Г. Масарика, іноземної секції Угорської академії наук.
Автор близько 600 наукових праць, в тому числі понад 70 індивідуальних і колективних монографій, співавтор багатотомних академічних енциклопедичних видань, автор навчальних, науково-методичних шкільних, вузівських посібників. Підготував 7 докторів, 18 кандидатів історичних наук зі спеціальності «всесвітня історія».

## Нагороди
- Заслужений діяч науки і техніки України (2001).
- Державна премія України в галузі науки і техніки 2016 року — за «Енциклопедію історії України» (у 10 томах) (у складі колективу)[2]
- Удостоєний медалі Академії наук України з премією для молодих вчених (1981), премії НАН України за найкращу наукову працю з історії боротьби за незалежність України та розбудову української державності (2001). Лауреат VI Всесоюзного конкурсу молодих вчених і спеціалістів із суспільних наук (1981), Всесоюзного конкурсу на найкращі твори науково-популярної літератури (1982).
- Нагороджений науковою відзнакою Чехословаччини — медаллю «Академік Зденек Неєдли» (1985) та Почесною відзнакою Першого ступеня Союзу чехословацько-радянської дружби (1988)
- Почесний доктор Ужгородського національного університету (2005). Відмінник освіти України (2007). Також нагороджений нагрудним знаком «За наукові досягнення» (2008), Почесною грамотою Верховної Ради України (2007), Почесною грамотою Кабінету Міністрів України (2011), орденом "За заслуги" III ступеня (2021)[3].

## Вибрані праці
1. Віднянський С. В. Велика війна 1914—1918 рр. і Україна. — К., 2013 (у співавт)
2. Віднянський С. В. Всесвітня історія. Новітня історія, 1939—2003: Навч. посіб. — Вид. 2-ге, переробл. — К., 2003
3. Віднянський С. В. Всесвітня історія. Новітня історія. Навч. посібник для 11 класу. — К., 2001
4. Віднянський С. В. Все про Україну. — Т.1. — К., 1998 (у співавт.)
5. Віднянський С. В. Державотворчий процес в Україні 1991—2006. — К., 2007 (у співавт.)
6. Віднянський С. В. Закарпаття 1919—2009 років: історія, політика, культура / україномовний варіант українсько-угорського видання. — Ужгород, 2010 (у співавт.)
7. Віднянський С. В. З історії міжнародних зв'язків України: наука, освіта (XIX — 30-ті роки XX ст.): Док. і матеріали. — К., 1999 (у співавт.)
8. Віднянський С. В. Зовнішня політика України в умовах глобалізації (1991—2003 рр.): Анот. іст. хроніка міжнародних відносин. — К., 2004 (у співавт.)
9. Віднянський С. В. Зовнішня політика України в умовах глобалізації. Анотована історична хроніка міжнародних відносин (2004—2007). — К., 2014 (у співавт)
10. Віднянський С. В. Зовнішня політика України в умовах глобалізації. Анотована історична хроніка міжнародних відносин (2008—2012). — К., 2015 (у співавт.)
11. Віднянський С. В. Зовнішня політика України: Навчально-методичне видання. — К., 2006
12. Віднянський С. В. Економічна історія України: Історико-економічне дослідження: в 2 т. — Т.2. — К., 2011 (у співавт.)
13. Віднянський С. В.  Енциклопедія історії України: У 10 т. — ТТ. 1-10. — К., 2003—2013 (у співавт.)
14. Віднянський С. В. Интернациональное сближение рабочего класса стран социалистического содружества. — К., 1989
15. Віднянський С. В. Інститут історії України НАН України. 1936—2006. — К., 2006 (у співавт)
16. Віднянський С. В. Історія державної служби в Україні: у 5 т. — Т.2 — К., 2009 (у співавт.)
17. Віднянський С. В. Історія країн Центральної та Південно-Східної Європи. Посібник. — К., 1993 (у співавт.)
18. Віднянський С. В. Історія Криму в запитаннях та відповідях. — К., 2015 (у співавт.)
19. Віднянський С. В. Історія Центрально-Східної Європи. Посібник для студентів. — Львів, 2001 (у співавт.)
20. Віднянський С. В. Консолидация профсоюзного движения в Чехословакии. 1969—1975. — К., 1979
21. Віднянський С. В. Країни Центрально-Східної Європи та українське питання (1918—1939). — К., Ужгород, 1998 (у співавт.)
22. Віднянський С. В. Крим: шлях крізь віки. Історія у запитаннях і відповідях. — К., 2014 (у співавт.)
23. Віднянський С. В. Культурно-освітня і наукова діяльність української еміграції в Чехо-Словаччині: Український вільний університет (1921—1945 рр.). — К., 1994
24. Віднянський С. В. Культурные и общественные связи Украины со странами Европы. — К., 1990 (у співавт.)
25. Віднянський С. В. Малий словник історії України. — К., 1997 (у співавт.)
26. Віднянський С. В. Міжнародні відносини і зовнішня політика (від 1914 року до наших днів): Навчально-методичне видання. — К., 2006
27. Віднянський С. В. Моя Україна. — К., 2004 (у співавт.)
28. Віднянський С. В. Нариси історії державної служби в Україні. — К., 2008 (у співавтор.)
29. Віднянський С. В. Національне питання в Україні ХХ — початку ХХІ ст.: історичні нариси. — К., 2012 (у співавт.)
30. Віднянський С. В. Об'єднана Європа: від мрії до реальності. Історичні нариси про батьків-засновників Європейського Союзу. — К., 2009 (у співавт.)
31. Віднянський С. В. Об'єднана Європа: від мрії до реальності. Історичні нариси про батьків-засновників Європейського Союзу. — 2-ге вид., доп. і перероб. — К., 2011 (у співавт.)
32. Віднянський С. В. Перша світова війна 1914—1918 рр. і Україна. Українські землі в центрі цивілізаційної кризи. — К., 2015 (у співавт.)
33. Віднянський С. В. Перша та друга світові війни в історії людства (до 100-річчя початку Першої і 75-річчя початку Другої світових воєн): Монографія. — К., 2014 (у співавт.)
34. Віднянський С. В. Політична історія України. XX століття: У 6 т. — Том 5. — К., 2003 (у співавт.)
35. Віднянський С. В. Політична система для України: історичний досвід і виклики сучасності. — К., 2008 (у співавт.)
36. Віднянський С. В. Політологічний енциклопедичний словник. — К., 2004 (у співавт.)
37. Віднянський С. В. Породненные социалистическим интернационализмом: Дружественные связи и сотрудничество породненных областей и городов УССР и братских стран социализма / АН УССР. — К., 1980 (у співавт.)
38. Віднянський С. В. Сотрудничество общественных организаций стран социализма. — К., 1983 (у співавт.)
39. Віднянський С. В. Т. Г. Масарик і нова Європа. — К., 1998 (у співавт.)
40. Віднянський С. В. Украина во взаимосвязях славянских народов. — К., 1983 (у співавт.)
41. Віднянський С. В. Украинско-чехословацкие интернациональные связи. — К., 1989 (у співавт.)
42. Віднянський С. В. Україна в європейських міжнародних відносинах. — К., 1998 (у співавт.)
43. Віднянський С. В. Україна в міжнародних відносинах. Енциклопедичний словник-довідник. — Вип. 1-6. — К., 2009—2015 (у співавт.)
44. Віднянський С. В. Україна в Організації Об'єднаних Націй: 60 років участі у розв'язанні найважливіших міжнародних проблем. — К., 2006 (у співавт.)
45. Віднянський С. В. Україна: утвердження незалежної держави (1991—2001). — К., 2001 (у співавт.)
46. Віднянський С. В. Україна: політична історія. ХХ — початок XXI ст. — К., 2007 (у співавт.)
47. Віднянський С. В. Українська державність у XX столітті: Історико-політологічний аналіз. — К., 1996 (у співавт.)
48. Віднянський С. В. Українська дипломатична енциклопедія: У 2 ч. — К., 2004 (у співавт.)
49. Віднянський С. В. Уряди України у XX ст. Науково-документальне видання. — К., 2001 (у співавт.)
50. Віднянський С. В. Французька модель державності: політичний, економічний, соціальний і правовий аспекти: монографія. — К., 2015 (у співавт.)
51. Віднянський С. В. ЧССР: Впевнена хода соціалізму. — К., 1985 (у співавт.